# ジョン・P・A・ヨアニディス

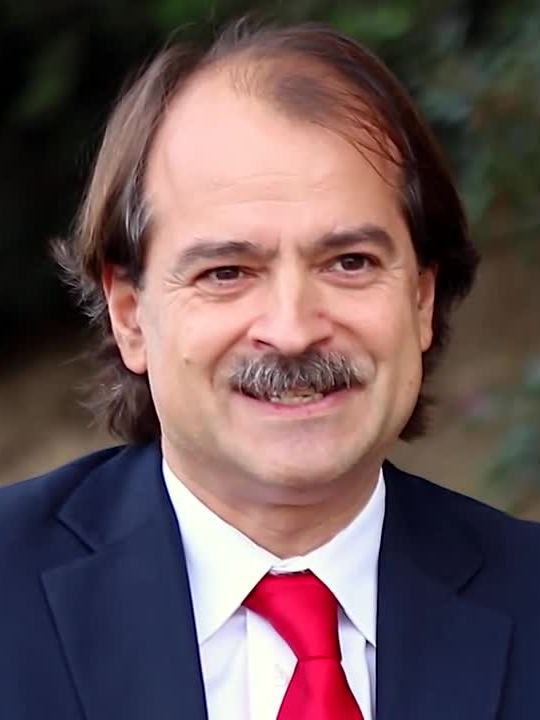
ジョン・P・A・ヨアニディス

ジョン・P・A・ヨアニディス（John P. A. Ioannidis、ギリシア語: Ιωάννης Ιωαννίδης、1965年8月21日- 、ニューヨーク市）は、スタンフォード大学医学部の保健研究および政策の教授である。大学の疾病予防のRehnborg Chair、その予防研究センターの長、Steven Goodmanと共にスタンフォードメタ研究イノベーションセンター（METRICS）の共同センター長を務めている。また、ヨアニナ大学医学部の衛生学・疫学部門の長や、タフツ大学医学部の非常勤教授でもあった。ヨアニディスは科学研究に対する研究と論文、特に2005年に発表した論文「なぜ発表された研究成果のほとんどは偽であるのか Why Most Published Research Findings Are False」で最もよく知られている。

## 経歴
ヨアニディスは1965年にニューヨーク市で生まれ、ギリシャのアテネで育った。ヨアニディスはアテネ・カレッジの彼の学年の卒業生総代であり、1984年に卒業した。また、アテネ大学医学部を首席で卒業し、内科学の研修のためにハーバード大学に移った。

## 研究成果
ヨアニディスの2005年の論文「なぜ発表された研究成果のほとんどは偽であるのか Why Most Published Research Findings Are False」は、PLoS Medicine誌からのダウンロード数が最も多い論文である。この領域でのヨアニディスの研究はThe Atlantic誌の2010年11月号で紹介されている。The Atlanticの記事によると、ヨアニディスは「過去13年間にわたる医学分野において高く評価されている49の研究成果」を分析した。この論文において、ヨアニディスは45の研究を比較し、より大きなサンプルサイズをもつ後続研究からのデータによって有効な治療介入ではなかったことが明らかにされた、と主張した。これらの45の研究の内、7つ（16%）は否定され、7つ（16%）は最初の研究よりも有効性が小さく、20（44%）は再現され、残りの11（24%）はほぼ検証されていない、とされた。
統計学者のGoodmanとGreenlandは「多くの医学的研究成果が読者が期待するよりも確定的ではない」ことに賛同したが、使用された手法によって支持されないとしてヨアニディスの論文タイトルの主張に異議を唱えた。ヨアニディスはこの批評に答え、その他の研究者らはヨアニディスの成果の要旨を概して支持している。
ヨアニディスは、再現研究が元論文の反証となる傾向をプロテウス現象と命名した。